# Pixiv
pixiv（ピクシブ）は、日本の企業ピクシブが運営する、イラストや漫画を中心にしたソーシャル・ネットワーキング・サービス。
自分の作品（創作・二次創作の両方）をアップロードし、他のユーザーの作品をブックマークすることで、同じ嗜好の人々がつながることができる。日本だけでなく海外でも有名で、運営者は外国人が日本語以外の言語を使って利用することも想定している。

## 歴史

2008年から2025年まで使用された旧ロゴ

イラストが趣味のプログラマ・上谷隆宏（かみたに たかひろ）（pixiv内でのハンドルは「馬骨」）がFlickrをモデルに考案し、片桐孝憲とともにイラストに特化したSNSとして2007年（平成19年）9月10日にベータテスト公開。その後、アカウント数が3週間で1万を突破し、個人での管理が困難になったことを主な理由に、同年10月1日よりクルーク株式会社（現・ピクシブ株式会社）が運営を行っている。同年12月18日に大規模なリニューアルを行い、ほぼ現在の形のサービスとなった。pixivの好調を受け、2008年（平成20年）11月1日を以て、社名も「ピクシブ株式会社」へと変更し、同社の中核事業となった。
2011年7月27日、pixivの運営会社はアート団体を自称する「カオス*ラウンジ」に関連する批判に対し、公式に謝罪を行った。
カオス*ラウンジはpixivのイラストを取り込んだコラージュを著作者に無断で発表して批判を浴びていた。通常、pixivでは著作権に問題のあるイラストは削除の対象になっているが、カオス*ラウンジのメンバーがpixivで公開しているコラージュは多数の通報があったにもかかわらず放置され、それ以外のコラージュ作品は削除されていたことから、カオス*ラウンジのメンバーと同社の役員・社員と関係していたり、制作・展示に協力していたり、イラストの使用を同団体に許可したという風評が広まり（この風評の根拠として、同社社長の片桐孝憲が同団体とともに美術雑誌で紹介されたり、pixivが実施したコンテストへの応募作品がコラージュに利用されたという話も流布された）、pixivの姿勢に不信感を抱いたイラストレーターが相次いで別のイラストサイトに移転する動きを見せるなど、炎上騒動に発展した。
同社はこのような風評を否定するともに、「ユーザー様に多大なるご心配、ご懸念を抱かせる結果となりましたことを、深く陳謝いたします」と謝罪した。

## 特徴
文字を通じたコミュニケーションを抑制し、イラストとマンガを中心に交流できるようインターフェイスやシステムが最適化されていることもあり、日本語が母語でない外国人にも広く支持されている。国籍や文化、言語の違いを超えて、自分の好きな作品やキャラクター、創作作品を見せ合い、一緒に楽しむことのできるヴァーチャルな空間として機能している。日本だけでなく海外でも有名である。2020年（令和2年）4月時点でアカウント数5000万・イラスト総数9378万枚・月間44億ページビュー。台湾・中国・アメリカ・韓国といった日本国外からの参加者は2009年8月現在で7%。同人系利用者の増加を受け、2009年（平成21年）9月18日には、漫画に正式対応した。
pixivのコンセプトは、プロ・アマチュアやCG・アナログやジャンルなどの別を問わず、ユーザー登録した利用者自身が描いたイラストを投稿し、他の利用者がそれに様々なリアクションを行うことでネットワークを形成し、コミュニケーションを図るというものである。投稿されたイラストを通じてのコミュニケーションがテーマであるため、イラストは描けない人でも受け手としてコミュニケーションに参加できる。
マイピク（友達登録）や一行掲示板などのコミュニケーションに必要な標準的な機能こそ実装されているが、多くのSNSに見られる日記・足跡（閲覧履歴）・一般的なコミュニティなどの機能はない。一方で、他の利用者のイラストを大きくフィーチャーできる「ブックマーク」、任意の利用者の新規投稿を容易に捕捉できる「フォローユーザー」、交流関係のあるイラスト同士を直接結び付ける「イメージレスポンス」などのイラストを主役にし、作品・作者への好意が自然に伝わるコミュニケーション機能が発達している。閲覧数・評価・コメント・ブックマーク表示（users）・拍手（漫画のみ）などで主に数値により（「ノンバーバル」に）、作品への反応を行い、即座に作品に反映され、投稿者に伝わる。これらの数値は、作品表示や作品管理画面などにも表示され、マイページにランキング化され、通知メッセージも配信される。なお、評価は10段階評価だったが、2017年4月10日に作品へに「いいね！」を送る機能に変更され、それまでの評価は何点であろうと1回につき1いいね！に換算された。スマートフォンアプリでは2016年以降、ハート形のアイコンを押す「すき!」でブックマークされ、10点評価の時代は10点満点で評価されていた。
イラストに基本的な情報を添え、アップロードするだけで自動的に自分のプロフィールページとして整理・展示され、容量や枚数などの制限もなく、半永久的に保存されるので、ウェブサイトやブログなどを運営するよりも手軽なイラストの公開・保存手段としての側面も併せ持っている。pixiv内のほぼ全ての要素が何らかのイラストへと繋がるよう設計されており、保存されたイラストはタグやソーシャルブックマーク性の強いブックマーク機能などのコミュニケーション経路を通じ、閲覧され続けることになる。
SNSの核の一つとして頻繁に参照されることになる利用者のプロフィール画面には自己紹介などを書くことができるが、プロフィールの中心として表示されるのは、最近投稿した3枚とブックマーク3枚（ならびにイメージレスポンス3枚）のイラストであり、イラストを投稿し、人のイラストを見てブックマークすることで初めてプロフィールが完成する。言葉ではなく、どんな絵を描き、どんな絵を好むかが、リアルタイムで利用者の顔となる仕組みである。
グループでは似たような趣味を持つ人とつながることが可能。入会も退会も自由で、アカウントの名前で会話ができる。

### 投稿内容
上谷の「イラストはジャンルで分けられない」という理念に基づき、イラストは成人向け（タグ名「R-18」）の性的または刺激的（グロテスク、タグ名「R-18G」）な表現を除き、あえてカテゴリ分けを設けておらず、誰でも自由にキーワードを追加できる「タグ」により、柔軟かつ重層的な分類と閲覧を実現している。タグのこの柔軟性は、後述のようにイラストそのものを通してユーザー企画や諸々の交流が形成されるpixivの文化的特徴の基礎ともなっている。投稿数の多いタグはマイページに「注目のタグ」などとして表示されるが、タグ検索自体は部分一致でAND・OR・NOT検索ができるだけの最低限のものである。投稿される作品は、いわゆるコミック系のイラストが多く、アニメ・ゲームを題材にしたファンアート（二次創作）の投稿も盛んであるが、それ以外にもさまざまな分野のイラストが投稿され、質・量共に渾然と混ざり合っており、それらをタグとブックマークが縦横に繋いでいる。
現在は小説やエッセイなどの文章も投稿できるようになっており、小説投稿サイトの機能も果たしている。投稿作品を対象に、ミライショウセツ大賞が実施されている。

## 会員制度
投稿・コメント共にユーザー登録を必要とする会員制であるが、登録は誰でも可能で、閲覧だけなら会員登録は不要。他の利用者からの招待などは不要。基本的な利用は全て無料であるが、いくつかの拡張機能が使用できる有料会員「pixivプレミアム」も存在している。

### コミュニケーションスタイル
無数に立案されるユーザー企画、季節物や時事の題材、イラスト加工フィルターなどの流行、イメージレスポンスを用いた遊び、共感を呼ぶイラストの連鎖作用など、イラストそのものを通じた新たな交流スタイルを、絶えず利用者自身が作り出していることが、コミュニティのCGM的な特色となっており、「盛り上がりに乗れればいろいろな楽しみ方ができる」が「そうじゃなかったらよくわからない」。「作業環境」「企画目録」「イメージレスポンス」などに端的に見られるように、開発者による機能追加は利用者の生み出した交流スタイルを後追いで補助する形になることも多い。
他方で、イラストに集中させるため、イラストに関係しないコミュニケーションツールや装飾的な要素は意図的に抑制・排除されており、イラストの情報はタグ・ブックマーク・お気に入り新着などのイラスト自身を通すルートで、口コミ的に伝播する。2009年（平成21年）3月の平均PV33.16、平均サイト滞在時間12分16秒と1人当たりの閲覧量が多く（Wikipediaの平均PVは4.4）、利用者が比較的長時間を絵を探すのに費していることが窺える。利用者が必要とする場合は、各自で外部のTwitterやお絵かきチャットなどのサービスを利用したり、事務局側でブログサービスなどをpixiv外部に設置したりなど、外部と連携した利用法が一般化している。
イラストに関するあらゆるイベントに対応し、pixiv内の誰がどんなイベントに出ているかが簡単に把握できる「イベントコミュニティ」の設置、作品・作者との生身のインタラクションが仕掛けられた独自オフイベント「pixivフェスタ」の開催、投稿作品の書籍・DVDなどとしての商品化など、事務局の主題の一つであるpixiv上・ネット上だけで終わらない「リアルとの連動」への経路も開かれている。

### コミュニティの変容
開設当初は「萌えっぽい作品が全体の2割しかなく、イラストのジャンルが偏っていないのがpixivの特徴」と創始者が語るなどニュートラルなイラストSNSを志向していたが、その後この状態は次第に崩れいわゆるコミック系の投稿に偏るようになる。これに対し、事務局は現利用者の大勢に合わせる施策を採り「ネット上のコミケ」を標榜するようになった。
著作権問題では、当初はクリエイティブ・コモンズやニコニ・コモンズへの対応、独自の「pixivコモンズ」策定などによる、pixiv外部までを視野に入れた創造的な環境整備を目指していたが、その後いずれも実装されず同人事情に合わせ黙認に頼る姿勢に転じ、現在はpixivコモンズのページも削除され、当初は選択制であった自分の作品の外部表示（Embed）の不許可も選択できなくなっている。

## 機能

### マイページ
マイページ（トップページ）は、お知らせやみんなの新着イラストなどの公共的な要素と、フォローやマイピクなどの個人的な交流要素とから成り、登録当初は前者しかないが、利用と共に後者の要素が増してくる。使用していると、時々はマイページに戻ることになり、pixivという一つの場を全員が共有する交差点となっている。
みんなの新着イラスト
成人向けを除く全ての投稿は、ここに投稿時間順に表示される。「現在の速度」は1ヶ月間の平均を100psとした相対値。流量の絶対値は、社員犬チョビのTwitterで知ることができる。
マイピク新着イラスト
マイピクの投稿が（あれば）表示される。最大2000枚まで保持される。
フォローユーザー新着イラスト
公開フォローユーザーの投稿が（あれば）表示される。最大2000枚。
注目のタグ
最近のイラストに急増中のタグが、タグクラウド表示される。全てのイラストに付いているタグを集計した「人気のタグ」とは違うものである。「人気のタグ」上位のタグは表示されず、安定して増加している一般的なタグも表示されにくい仕様のため、注目のタグは流行り物に敏感な傾向にあり、時として新しい流行を生み出すこともある。
お気に入りのタグ
注目のタグと一緒に、自分の好きなタグを10個まで表示させておける枠。モバイル版では、「お気に入りタグ新着イラスト」が利用できる。それ以外の機能は特にない。
企画目録
後述の「企画目録」タグが付いたイラストのうち、最近のものから何らかの基準で15枚を選び、タイトルを表示している。公式企画へのリンクもここに作成される。
以上の5項目は、右肩のボタンで表示位置と開閉をカスタマイズできる。
ランキング
閲覧者からの評価・ブックマーク・閲覧数などに基づく、全年齢向けの全投稿を対象にした各種ランキングがPM12:00に発表される。非表示にはできない。「人気タグ別ランキング」はR-18を除き、最も投稿の多いタグ12個の週間ランキング。
R-18
成人向けの投稿はR-18コーナーに表示され、独自のランキング・注目のタグ・企画目録なども備えている。グロテスクな投稿は、さらにR-18Gに分類される。これらのイラストを見るには、設定変更が必要。なお、当然ながらR-18GはR-18に含まれるため、両方入れる必要は無い。
評価履歴・コメント履歴
他の利用者の投稿に対して行った評価やコメントの記録を1週間分確認できる。
これらの他、マイピク、フォローユーザー、パーソナルタグ、参加イベント、ピクシブ通信の見出しなどが表示されている（詳細は後述）。新しいコメント・掲示板への書き込み・メッセージ・マイピク申請・イメージレスポンス申請や、事務局からの重要なお知らせがある時は、検索バーの下に表示される。

### プロフィール
プロフィール画面は、中央を最近投稿したイラスト3枚、ブックマークしたイラスト3枚、イメージレスポンスをした相手のイラスト3枚の計9枚が大きく占めており、これらが自分を表すプロフィールの中核となると同時に、閲覧の最も重要なノードの一つとなる。文字項目の記述は任意。
コメント・掲示板の書き込みや、公開ブックマークの一覧や、イラスト脇のプロフィール画像など、様々な場所から各利用者のプロフィールページが開くので、普通に人とコミュニケーションを取っていれば、自然に目に止まるようになっている。
投稿したイラスト
文字通り、投稿したイラストの展示。自己紹介などよりも大きくクローズアップされた表示になっている。
ブックマーク/コレクション
公開でブックマークした作品が展示される。プロフィールでは、自分の作品とブックマーク（アプリではコレクション）した作品が対等に扱われるのが大きな特徴。詳細は後述。
イメージレスポンス
自分から申請して承諾されたイメージレスポンス（後述）先のイラストが展示される。参加している企画や、絵描き同士の交流が浮かび上がる形になる。
プロフィール画像
自画像、もしくはそれに代わる画像を1枚貼るか、もしくは独自のお絵描きツールで描いて作成・加筆できる。プロフィール画像は、自分に関する全てのページにサムネイル表示され、クリックするとプロフィール画面へ飛ぶ。
マイピク・フォローユーザー
プロフィール画像の下部に、マイピクおよびフォローユーザーからランダムで6名ずつのアイコンが表示される。
自己紹介
自己紹介文や、自分のウェブサイト・ブログのURLなどを記載する。自己紹介文はユーザー検索（キーワード）の対象となる。
作業環境
絵を描く時に使っているソフトウェアや画材、パソコンや周辺機器、椅子や机などについて紹介する。作業環境を表すための写真・画像も1枚貼ることができる。
パーソナルタグ
好きな画材・画題・ジャンル・所属や、参加中の企画など、利用者が自分自身を表すタグを5つまで付けられる。クリックすると、同じパーソナルタグを付けている人の最新のイラストが1人1枚ずつ新着順で表示され、同好の士を一目で見付けられる（検索機能はない）。
フィード
利用者の作品投稿や、ブックマーク、フォロー、マイピク登録の行動記録が逐一表示される機能。表示形式はtwitterのようなスタイル。利用者本人のスタックフィードでは、登録したフォローユーザーや、マイピクユーザーの情報も表示される。スタックフィードにはコメントを投稿することもでき、イラストへのコメントや、他の利用者へ宛てたコメントも書くことができる。
フィードに表示する情報は、設定で任意に変えることができ、自動投稿機能を切って手動で追加することも可能。

### イラストの投稿と管理
イラストの投稿
自分のイラストをアップロードする。枚数や容量に制限はないが、連続したアップロードは間隔を5分空ける必要がある。投稿時に、年齢制限の有無や外部表示の許可なども設定する。全体公開で投稿したイラストは、即時に「みんなの新着イラスト」などに出現するほか、プロフィールの「投稿したイラスト」に自分で削除・変更しない限り、半永久的に展示される。
イラストの管理
自分が投稿したイラストが一覧表示される。サムネイルの下にはブックマークされた数が「○ users」、イメージレスポンス数が「○ res」と表示され、クリックすると、そのイラストをブックマークやイメージレスポンスした人の一覧が表示される。投稿時に記入・設定した事項は、ここでいつでも変更可能。

### イラスト
この画面にだけは広告がほとんど表示されず（ただし、キャプションとタグ一覧表の左下に文字広告が入る）、コメントも折り畳まれ、キャプションの改行も除去されるなど、イラストを見る邪魔になる要素を極力排除したシンプルなものになっている。600x600を超える大きなイラストはリサイズして表示され、クリックすると新しいウィンドウが開き、フルサイズのものを見ることができる。
自分のイラストに限り、この画面で任意のコメントの削除・タグのロック・タグの削除履歴消去などの操作も行える。
評価
作品右上の星を押すと「いいね!」送ることができる。スマートフォンアプリではハートのアイコンをクリックする「すき!」が「いいね!」に相当する。評価する枚数に制限はないが、同一作品に対する評価は1日1回限りで、毎日24:00にリセットされるまで再評価はできない。以前は10点満点評価で、評価回数と合計点が表示されていたが、95%以上が10点満点の評価をつけるために利用されており、作品の良し悪しに関係なく1点を付けるといった評価機能のネガティブな使い方（「1点爆撃」などと呼ばれた）による問題があったことから、2017年4月に単純な「いいね！」にシステムが変更され、それまでの評価は点数に関わらず1回の評価で1いいね！に換算された。スマートフォンアプリの「すき!」では、評価と同時に作品がブックマークに追加される。なお、併記される「閲覧数」も1人1日1回のカウントである。
一言コメント
イラストの感想などのコメントを140文字まで付けられる。コメントは通常は隠されており、「コメント履歴一覧」で投稿者は全て、閲覧者は最新20件まで見ることができる。自分のコメントは削除も可能。ここでのコメントとは別に、ブックマークにも別途コメントを添えられる。
登録タグ
そのイラストに付けられたタグの一覧。その場でタグを編集可能。クリックで全利用者のイラストのうち、同じタグを持つものが一括表示される。
イラストタグ
その利用者の全ての絵に付けられたタグの一覧。クリックでその利用者のイラストのうち、同じタグを持つものが一括表示される。イラスト画面では総数の多いもの20件のみ表示。
使用ツール
既定の選択肢から描画ソフトや画材を3つまで登録でき、クリックでpixiv内の同じツールの絵を一覧できる。ここで登録したツール名は、タグ検索の対象にもなる。
イメージレスポンス
あるイラストが他のイラストに関連したものであることを表示・通知する機能。他の利用者のイラストからの二次創作（「描いてみた」）、塗り絵、企画参加などに利用される。投稿時に、または「イラストの管理」でイメージレスポンス先のイラストを指定すると相手ユーザーに通知が届き、承諾すると双方のイラストの下部に互いのイラストのサムネイルが表示される。申請を自動で承諾する設定にもできる。
外部ブログなどへのイラストの埋め込み
イラストの右下に「貼り付け」とキャプションのあるHTMLタグが表示されており、これを用いてイラストのサムネイル画像をブログなどのpixiv外のサイトへ貼り付けることができる。投稿者は管理画面から自分の作品がどのサイトに貼り付けられたかを確認できる。
この作品に対する情報提供
タグやコメントなどで投稿者を中傷する行為がある場合や、イラストに著作権上の問題や規約違反がある場合などは、画面下部の「この作品に対する情報提供」リンクから事務局に対処を求めることができる。

### タグ
pixivには「イラストのタグ」「ブックマークタグ（事実上の個人用イラストタグ）」「パーソナルタグ」「イベントタグ」など数種類のタグがあるが、一般に「タグ」と言えばイラストのタグを指す。タグは「ピンポイントにすばやく興味のあるイラストにたどり着く」「イラストの特徴をはっきりと現す」キーワードである。
各イラストにその特徴を表すタグを10個まで付与できる。イラストの投稿者が付けたタグには「*」印が付き、本人しか削除できないが、その他のタグは投稿者が意図的にロックしない限り、閲覧者もある程度追加・編集できる。不適切なタグは削除もできるが、タグの削除は20件まで履歴が残り、復帰が可能。投稿者はタグを追加・復帰したユーザーのID番号を見ることもできる。不快なタグは「タグ報告」ボタンで事務局に報告でき、件数などに応じて削除が行われる。
タグは検索上重要なだけでなく、イラスト真上の登録タグから最大10個の全く違うイラスト群にダイナミックに接続されることになり、閲覧者のみならず、投稿した本人にも思いがけない発見と出会いをもたらす重要な機能となっている。
ただし「投稿者が付けたものであるために削除できないタグ」の個数に上限が無く、全てのタグを削除不可能にしてしまう事が可能であるため、無関係のメジャーなタグを無差別に付けると言った手法の悪質な宣伝行為に第三者から対処する事が出来ない。タグの編集そのものをロックしてしまうと「タグ報告」の機能も利用できなくなってしまう。
タグ／タイトル・キャプション検索
「（風景 OR 背景） 青 -青空」のようにOR検索、除外検索（マイナス検索）、括弧が使える。ここでの検索は完全一致である。タグ検索では「使用ツール」も対象となる。検索結果には「○ users」という形でそのイラストをブックマークしている利用者の一覧が表示される。
人気のタグ
全体公開されている全てのイラストに付いたタグを集計して頻度順に並べたもの。上位5000件まで見ることができる。
ランダムで選んだタグに飛ぶ
複数のイラストに付いている全てのタグからランダムに1つを選び、表示する。
関連タグ
タグ閲覧時に、現在表示中のイラストに多く付けられているタグが3つまで表示される。

### ブックマーク/コレクション
他の利用者の作品を、公開または非公開で自分の「ブックマーク」（スマートフォンアプリでは「コレクション」）に登録できる。ブックマークは独自のタグを作成して分類でき、コメントを添えることもできる。ブックマークの数に制限はない。アプリではハートのアイコンを押す「すき!」で作品がコレクションに追加され、評価が送られる仕様になっている。
プロフィールページには、自分の投稿と並んで公開ブックマークした作品のサムネイルが展示されるほか、相手の「イラストの管理」画面やタグ検索結果などに「○ users」としてリンク表示される。自分の絵や同じ絵をブックマークした人をタグやコメントも含め一覧でき、ブックマークは収集した人の好みが強く反映されるので、タグやプロフィールを経由して複数のブックマークを渡り歩くのは、自分好みのイラストと描き手を次々と見付ける最も効率の良い方法の一つとなっている（ソーシャルブックマーク性）。
これらの特質のため、公開ブックマークは絵を描かない人を含む利用者がイラストの好みを通じて自分を表現したり、利用者同士が作品をリスペクトし合い、交流したりする手段としても広く活用されている。
ブックマーク管理
自分がブックマークしたイラストを一覧・タグ編集・削除できる。この画面で、後述のフォローユーザーも管理できる。
ブックマークを見る
他の利用者が公開ブックマークしたイラストをタグ別に閲覧できる。表示方式はブックマーク管理と同様。
ブックマーク詳細
検索結果やブックマーク管理などに表示される「○ users」などをクリックすると表示される、そのイラストを公開ブックマークしている利用者の一覧。表示はブックマークの登録時間順。ブックマークコメントとブックマークタグが併記される。
ブックマークタグ
イラストタグとは独立したものである（イラストタグをワンクリックでブックマークタグに追加することもできる）。ブックマークに自分だけのタグを付けて分類できる。この分類は自分のページでの展示に使われるほか、ブックマーク詳細にも一覧表示されるので、ある種のメッセージ性を伴う。
ブックマークコメント
ブックマークに一言コメントを添えられる。フキダシマークからいつでも変更可能。このコメントはブックマーク詳細画面にのみ表示されるので、イラスト画面のコメント欄よりもさらに目立ちにくい。ログ件数にも制限がない。返信のための機能がなく、返信に気遣わせることもないので、大変に慎み深いコミュニケーション手段となっている。

### フォローユーザー
他の利用者を、公開または非公開でユーザーをフォローすることができる。以前は「お気に入りユーザー」という名称だった。公開でフォローした利用者の投稿は、フィードに表示されるようになる。公開フォローユーザーは「あなたをフォローしているユーザー」として相手に通知され、互いにフォローユーザーに入れ合った状態になるとハートマークが付く。一覧表示はフォローユーザーへの追加時間順。フォローユーザーの数に制限はない。
フォローされる側は、自分の新着投稿をチェックしているユーザーを把握できる。非公開でフォローした場合は、フォローされる側からは何もわからない。公開への移行を促すため、ワンクリックで全ての非公開フォローユーザーを公開にするボタンが設けられている。

### マイピク
My pixivの略語で、pixiv内外での知人・友人を意味する。マイピク申請が受諾され、マイピクになることで、互いの投稿がマイページに「マイピク新着イラスト」として表示されるようになるほか、投稿や掲示板などをマイピクのみに公開することができる。一覧表示は利用者のpixiv加入順。
正月に実施された年賀状機能がマイピクを標準の宛先としていたり、後述のイベント機能でマイピクの状況が別枠で表示されたりなど、折に触れて優遇的な措置が取られることもある。
マイピク限定でイラストを公開すると、マイピク以外の利用者は見ることができないが、全てのマイピクの「マイピク新着イラスト」に表示されることになるので、連絡用のイラストを投稿すれば、マイピク全員とコミュニケーションを取る効率の良いルートとなる。

### pixivプレミアム
pixivプレミアムは2009年（平成21年）4月1日に導入された有料会員サービスである。プレミアム会員は「pixivの運営にご協力いただけるサポーター」と定義されており、そのためプレミアム会員になってもpixivの基本機能には当初はほとんど変化がなく、pixivポイントの給付と手数料優遇があるほか、pixiv主催のイベントでの優待、後述のイベントコミュニティの設立権、キャプションの改行、ブログパーツのカスタマイズ、モバイル版でのメッセージ受信や高画質イラスト表示などのささやかな特典であった。
2017年8月現在では主に以下の特典がある。
- 投稿作品の差し替え
- 人気順検索
- アクセス解析
- sensei(動画によるお絵かき講座)
- 予約投稿
- 小説のPDF形式への変換
- 同人誌印刷割引
- ペイントソフト「CLIP STUDIO PAINT DEBUT」使用権
- pixivコミックのプレミアム限定作品
- 閲覧履歴の参照
- 広告非表示
- ユーザやタグのミュート
- フォローユーザーのフォルダー分け

### イベントコミュニティ
プレミアム会員は、イラストに関する現実世界でのイベントを扱う「イベントコミュニティ」を作成することができ、そのイベントに出展もしくは来場する予定の利用者は、誰でもそこに自分を登録できる。登録すると、イベントコミュニティのほか、自分のプロフィール画面やイラスト表示画面などに告知が表示される。イベントコミュニティでは、閲覧する利用者のマイピクやフォローユーザーが別枠で表示され、知り合いのイベント参加状況が一目で把握できる。
コミックマーケットやCOMIC1などの大規模なイベントは事務局が管理し、出展者の位置が一目で分かる会場内の地図も提供される。
イベントカレンダー
標準では未来の全イベントが開催日に近い順で表示されており、地域別または過去を含む開催月別に絞り込み表示できる。イベントにはマイピクとフォローユーザーの参加数が別枠表示される。新規イベントの作成はここから行う。
イベント詳細
参加者一覧（アイコン・関連付けたイラスト）、開催情報、Google マップによる地図などが表示され、簡易なコメント欄も設置されている。参加者一覧はマイピク・フォローユーザーのみで絞り込み表示できる。イベントへの参加登録・解除はここから行う。
検索
検索対象は出展者（サークル参加者）のみ。「サークル情報」では説明文、「イベントタグ」では登録した関連タグを対象に検索する。全イベント検索とイベント内検索の2種類がある。

### (有償)リクエスト機能
2020年9月25日にコミッションサービスにあたるリクエスト機能の実装が発表された。
機能をオンにすることで、目安の金額を提示しながらイラストのリクエストを受け付けることができる。

### その他の機能
ランダム
全体に公開された全ての全年齢向けイラストから、ほぼ完全にランダムで40枚を表示する。年齢制限イラストは対象にならないが、「このタグ内でランダム表示」機能で代用可能。
ユーザー検索
ニックネームや自己紹介（キーワード）などから利用者を検索できる。デフォルトではイラストを公開している利用者のみが対象となる。
メッセージ
送信した相手だけが読むことのできる、メールのような機能。字数は1000文字までで、コメントや掲示板などと比べ緩やかな制限になっている。
アクセスブロック
特定の利用者からの自分へのアクセスを拒否する。15 IDまで設定可能。設定すると、相手はイラストのブックマークやフォロー追加、タグの編集、メッセージの送受信、イメージレスポンス設定などが出来なくなり、拒否された側からも拒否した側と同じ制限がかる。この他、双方のブックマーク・フォロー・マイピクも解除される。互いのイラストやプロフィールが表示されるのは止められない。
スマートフォン・タブレット用アプリ
iPhone、iPod touch、iPad、Androidに対応したアプリ。スマートフォンに最適化されており、ブラウザからアクセスするのに比べて快適に使えるようになっている。

## 公式イベント
幅広い利用者にイラストを通した楽しみや投稿のきっかけを提供するための公式イベントが、事務局により随時開催されている。

### 季節イベント
ハロウィン・クリスマス・正月・七夕のような、誰でも描いて参加しやすい季節のイベントのうち、大規模なものは事務局が一定期間特設コーナーを設置し、通常の新着イラストとは別のイベント新着や独自ランキングが提供される。イベントへの参加は通常の投稿イラストに所定のタグを付けることで行い、特設コーナーでの展示の他は、通常のイラストと扱いは全く変わらない。2008年の七夕祭り企画以降は、協賛スポンサー及び運営会社から賞品も提供されるようになった。

### コラボレーション企画
スポンサーがお題と賞品を提供し、pixivの公式イベントシステムを利用して行われるPRを兼ねたコラボレーション企画が頻繁に開催されている。参加者や受賞者には液晶タブレットのような比較的高価な賞品や、お題にちなんだ特典などが授与される一方で、事務局の収入源の一つにもなっている。このタイプの公式企画のみ、応募要項に基づき、投稿作品の著作権がスポンサーに帰属することがある。ランキングは設置されないのが通例。

#### にじさんじイラストコンテスト2021
バーチャルライバープロジェクト「にじさんじ」とのコラボイベントが2021年6月24日から7月18日の間に開催。
受賞作品は #pixivFACTORY コラボ「つくってにじさんじ2」へのイラスト使用、画集「にじさんじ×pixiv collection 4」にイラストが収録。

### その他の公式イベント
pixiv1周年企画の「ピクシブたん」や、書籍・DVD化を前提にした「pixivオフィシャルARTBOOK／DVDイラスト募集」などの独自開催の臨時イベントも時々実施される。
特殊な公式企画として「Dooodle 4 pixiv」があり、独自または既存の任意の記念日にちなんだpixivのロゴマークをデザインし、「Doodle4pixiv」のタグを付けて投稿すると、その日1日だけ正式にそのロゴが採用されることがある（例として、国連の加盟国独立、日本でしか味わえない祝日など）。「Doodle 4 pixiv」は「pixivのロゴに悪戯描き」といった意味で、元はGoogleで行われていたコンペティション企画「Doodle 4 Google」をpixiv風にアレンジしたもの。
Pixivユーザー1000万人によるお絵描きの祭典として、「Pixiv祭」が2014年10月25日(土)から11月24日(月・振替休日)までの1ヶ月間、東京の六本木ヒルズの展望台、東京シティビュー回廊内で開催されていた。
2021年8月22日、中高生向けオンラインマンガイベント「pixiv学生マンガデイ」を開催。メインパーソナリティーに月ノ美兎、ゲストに漫画家のTNSK、前田佳織里を迎えた視聴者参加型バラエティが生配信された。

### pixivフェスタ
pixivフェスタは、事務局が実施する展覧会形式のオフイベントである。2009年（平成21年）2月27日から3月1日にかけて、原宿デザインフェスタギャラリーで行われた第1回は、応募者から抽選で選ばれた145名がデジタル入稿したイラストをA1サイズに出力して展示し、来場者はそのイラストにシールとペンで直接「評価の☆」「タグ」「コメント」を付けるというインタラクティブなものであった。会場にはクレヨンと画用紙で絵を描いて、壁などに貼り付け展示できる「リアルdrawr」なども設置された。ほぼ同内容で、副次開催されている。第3回からは、原宿デザインフェスタギャラリーのEAST・WESTの両館を貸し切って行われ、出展者も数も270名に増えた。また、第3回以降pixivフェスタを年2回開催すると発表された。
- 第1回 - 2009年（平成21年）2月27日 - 3月1日
- 第2回 - 2009年（平成21年）7月11日 - 12日
- 第3回 - 2010年（平成22年）6月12日 - 13日
- 第4回 - 2010年（平成22年）10月16日 - 17日

### pixiv創作マンガ
1年間にpixivに投稿された数々のオリジナル漫画作品を振り返り、人々の心をつかんだ魅力的な作品を表彰する「pixiv創作マンガ」企画を創設。2020年1月から12月の期間中に投稿されたオリジナル作品の中から、「pixivコミック月例賞」を運営する編集部にて入選候補作品を選び、特別選考委員とともに「総合MVP」および特別選考委員のイチオシ作品など、複数の入選作品を選定し、表彰。
「pixiv創作マンガ2021」特別選考委員として、声優の悠木碧、VTuberの月ノ美兎、漫画家のつづ井、書店員としてbaseyard tokyo 館長・西田陽介、YOURS BOOK STORE ブックディレクター 有地和毅氏など、5人が参加した。

## 利用者発の交流文化
| タグ                     | 用途                                       |
| ------------------------ | ------------------------------------------ |
| 企画目録                 | ユーザー企画1つにつき1枚でカタログを作る   |
| 描いてもいいのよ         | キャラクターなどを他の利用者に描いてもらう |
| 塗ってもいいのよ         | 線画を他の利用者に塗ってもらう             |
| イメージレスポンス用素材 | イメージレスポンスを前提にしたお題の提供   |
| メイキング、描き方、講座 | イラスト技法の公開・交換                   |

複数付けられ、簡単に検索でき、イラストをダイナミックに接続するタグの特性などを活かした、イラストを通しての利用者間の交流が自然発生して、pixiv独自の文化的特徴を形成している。

### ユーザー企画
先述のように、オーソドックスな季節のイベントなどは事務局がセットアップするが、それ以外にもタグを利用した利用者発の企画やイベントが活発に開催されている。
ユーザー企画は非公式のイベントであるため、正式な立ち上げ・参加方法は存在しないが、慣習としては次のように行われる。
企画を始める者は、企画を表す他と被らない識別用のタグを決め、企画の内容や参加方法などを説明するイラストに、そのタグ及び「企画目録」「企画主」タグを付けて投稿する。この「企画目録」は、利用者が企画を一望するための1企画1枚のタグ、「企画主」は企画の主催者が企画に関する広報を行うイラスト全てに付けるタグである。「企画目録」という文字列を含むタグを持つイラストは、マイページの「企画目録」欄にも表示される場合がある。
他の利用者は「企画目録」タグを検索して好きな企画を探し、識別用のタグを付けてイラストを投稿することで、企画に参加する。企画主が参加作をまとめて1枚のイラストにする合作企画や、前の人のイラストを引き継いで次を描くリレー企画などでは、参加前の立候補が必要な場合もある。
タグの柔軟性を活かし、1枚のイラストで複数の企画に参加し、クロスオーバーさせたり、企画の内部でさらにタグを派生させて新たな流れを作ったりして可能性を広げることも行われている。
ユーザー企画は「企画目録」タグで簡単に探せ、識別用タグを用いて参加作品を一覧できるほか、お気に入り・マイピクの新着イラストや、他ユーザーのプロフィールに表示されるブックマークやイメージレスポンスなどの経路でも口コミ的に伝播し、また人気の出た企画は識別用のタグが「注目のタグ」に出現することで、一挙に全pixiv的な規模に拡大し、数千枚もの投稿が集まることも珍しくない。
「ブックマーク管理用」「一時間で緑髪」「かばんのなかみは」など、当初は企画として意図されていなかったものが自然発生的に流行して、結果として企画の形を取ることもある。文字のみのブラウザゲーム「ゴールデンロア」の進行に合わせたイメージイラストを描く流行もこれに近い。
pixiv自体はまとまった文章などを置く場所を設けていないので、手の込んだ企画や参加者の多くなった企画などでは、外部にウィキ・お絵かきチャット・drawrのスレッドなどを作成し、企画の統括・案内・相談などを行うことも多い。

#### 「pixivファンタジア」と競争型企画
特筆すべきユーザー企画として、「pixivファンタジア」（ピクファン、PF）シリーズがある。2008年（平成20年）1月28日に「pixiv内でファンタジータグを盛り上げようと」立てられたこの企画は、数ヶ国に分かれてオリジナルのファンタジーイラストを投稿し、その話の流れとイラストの閲覧数の集計結果によって物語の展開が変化し、参加者全員によって一つの世界とサーガを作り上げるというもので、1ヶ月強の開催期間に初回で2500枚、第2回（II）で6000枚、第3回（III）では23000枚もの投稿を集め、名実共にpixivを代表する企画となった。半年に一度のペースで副次開催されているが、毎回が独立した世界を持つ独立した企画である。
ファンタジー世界での戦争を題材としており、1週間程度を区切りにストーリーを進行させるイベント（企画内企画）が実施されるほか、参加者が自主的に形成した大小の「ギルド」などを単位として、企画の中に無数の小さな企画があるとも言える構造となっている。大きな流れはあるが、それとは関係なく、世界観を設定する風景や事物、他のイラストを描くのに使う素材、企画の流れをリポートする新聞などを投稿するなどといった形の参加も見られ、幅広い描き手の参加が可能となっている。
pixivファンタジアIIのイラスト選集は同人誌としてC75やpixivフェスタなどで販売され、IIIの画集はエンターブレイン社から一般書として刊行された。
pixivファンタジアは、閲覧数もしくは投稿数などを集計し、それを基に企画主が物語を紡いで進行する競争型コラボレーション企画の様式を確立し、「第一次ピクロボ大戦」や「ぴくカゲ」など多くの企画にも受け継がれているほか、「ぴくしぶ戦国時代（ぴく戦）」や「pixiv文房具大戦（ぴくぶん）」のように企画の一部にこうした要素を取り入れている例もある。

#### キャラクターシート企画
漫画的なイラストの描き手にとって比較的参加しやすく、長期的な交流が可能な企画の形式として「キャラクターシート企画」がある。これは企画主が基本的な題材や舞台を決め、それに沿ったキャラクターをデザインして紹介するイラストを「キャラクターシート」として投稿し、そのキャラクター同士をアバターのようにして日常生活、行事、恋愛、あるいは冒険、戦闘などさまざまな交流をさせるというものである。同じメンバーで長く付き合うことになるので、定員や恋愛の可否など、詳細なルールが定められることも多い。
「学園もの」が一つの典型で、2008年（平成20年）1月30日に開始され、現在も活動の続く「ぴくがく」が嚆矢となり、「pixivの森」「ぴくしぶ妖戦記（ぴく妖）」「pixivの暗黒街（ぴく悪）」「魔法学園都市pix（【まほがく】）」など、数千枚規模の企画が数多く存在している。

#### コミュニティとしての企画
屋外でのスケッチを楽しむ「pixiv写生会」、新幹線0系電車の引退を惜しむ「さよなら、夢の超特急」、ベジェ曲線を用いて描いたイラストを投稿する「ベジ絵のススメ」のように、それ自身としては特に交流の仕掛けは持っていないが、普段接点を持ちにくい共通点を持つ利用者がイラストの発表を通して触れ合える比較的小規模な企画も無数に存在しており、それぞれの企画が絵に基づく一種のゆるやかな一過性のコミュニティを形成している。

#### ユーザー企画のサポートと公式化
ユーザー企画には、利用者からの申し出により事務局も開発者ブログやピクシブ通信での紹介などのサポートを行うほか、ユーザー企画が事務局に取り上げられ、公式イベント化もしくは公式イベントと共催になることがある。公式化されると季節イベントなどと同様の会場などが用意され、賞品も提供される場合がある。2008年（平成20年）9月10日に、ユーザー企画「ピクシブたん」が公式企画化されたのが代表例。

### 「描いてもいいのよ」
オリジナルキャラクターに「描いてもいいのよ」というタグを付けることで、他の利用者がそのキャラクターを描く事を許可するという意思表示を行う。このタグのイラストを描いた時には「描いてみた」というタグを付けるのが慣習。なお、これの派生形として性的表現の許可を明言する「犯してもいいのよ」、それらを含めて無制限な表現を許可する「何してもいいのよ」などのタグも存在する。
先述のユーザー企画では企画内独自の「描いてもいいのよ」タグを設定したり、あるいは参加作品は全て「描いてもいいのよ」であると宣言したりすることで、一層の交流を図ることも多い。
同様にして、線画を他の利用者に塗ってもらう「塗ってもいいのよ」「塗ってみた」、素材を提供する「使ってもいいのよ」など多くの「〜いいのよ」型タグが派生し、多様な形でイラストにイラストで返す交流スタイルを実現している。こうした動きは作品の権利を意図的に共有する一種の自然発生的な「コモンズ」と言え、これを発展させた「pixivコモンズ」機能が計画されている。

### イメージレスポンス用素材
先述のイメージレスポンス機能は「描いてもいいのよ」や企画参加などのイラストの関係性を可視化するものであるが、この機能を利用して最初からイメージレスポンスされることを前提にアレンジしやすいお題を作り、「イメージレスポンス用素材」タグを付けて投稿することが広く行われている。
写実的な掌の絵を素材に、それに好きなものを載せた絵を描いてイメージレスポンスする「手乗り○○!」や、同じ絵を厚塗りや水彩塗りなどさまざまな塗り方で塗り分けてみる「塗り方を練習してみよう!」などが典型例である。イメージレスポンス機能が存在していなかった2008年（平成20年）3月22日に立てられ流行した、青いボトルキャップに好きなものを載せる「pixivキャップ」企画のようなものが、機能によって爆発的に普及したものと言える。

### タグによる技術共有
絵を描く技術を交換するための機能などはpixivには特に存在していないが、利用者が自発的にそうした技術を公開・交換する手段として、描画過程を公開する「メイキング」タグ、特定のものの描法を公開する「描き方」タグ、一般的な何らかの手法を教える「講座」タグなどが広く使われており、求める対象やツールに「（メイキング OR 描き方 OR 講座）」を添えて検索すれば、さまざまなレッスンが利用できるようになっている。
「pixiv新旧デジ絵比較」「線画と完成をならべてみよう」などの企画で、作業過程の一部や、過去からの進歩具合などを見せ合うことも行われている。
「パース」「色彩」「アクション」といった表現上の特質や、「笑顔」「胸に手」「背中合わせ」といった人物の様態などもタグ化されており、タグの知識があれば、多様な目的に応じた作例を引き出すこともできる。

### タグの共同編集
タグは自由度が高い反面、投稿者が自分のイラストに適切なタグを十分に付与できず、閲覧困難なイラストになってしまう場合も多いが、そうしたイラストにはそれに相応しいタグが他の利用者により多角的な視点から追加・整備されるという現象が広く見られ、新規加入者や外国人利用者の定着にも一役買っている。また当初は普及していなかったタグ＝分類法が追加タグによって「発明」・整備され、他の利用者に受け入れられ広まって行くことで、閲覧の利便性が高められるフォークソノミー現象も観察される。
「動物」タグのイラストが増加するに伴い、「鳥類」「爬虫類」「両生類」「海洋生物」「自然画」などのタグがイラストに応じ、遡って追加・形成され、一覧性・検索性が向上していったようなオーソドックスな例のほか、お菓子や洋食などをリアルに描いた絵に付けられた「pixivカフェ」「レストランpixiv」や、美術的な名画のモチーフを何らかの形で取り入れた絵に付けられた「名画オマージュ」のように、タグによってそれまで存在していなかった分野が認識・確立され、相互発見がもたらされたり、何らかの意味で常軌を逸した絵に付けられた「作者は病気シリーズ」のように、冗談に見えて本人には難しい共通項で興味深い分類がなされたりといった例も見られ、描いた本人だけでは実現不可能な新しい横の繋がりがフォークソノミーにより、生み出されている。
企画内でもこうした動きは広く見られ、pixivファンタジアでも「ピクファンガイド」「PF3百景」「ピクファンドラゴン」など無数のタグが派生している。
先述の「描いてもいいのよ」「企画目録」「イメージレスポンス用素材」「メイキング」などのタグもいずれも提唱者の存在しないフォークソノミーの産物であり、タグの共同編集はpixivでのコミュニケーションそのものを作り出し、変容させ続けている。

## 周辺サービス群
pixivがイラストの投稿・閲覧を通してのコミュニケーションに完全に特化している一方で、pixivの外部にpixivのアカウントで利用できる絵描きのニーズに合わせた付加的なサービス群を構築して補完する構想が進められている。

### BOOTH
ユーザーが同人誌や電子書籍、各種グッズなどを販売するブースを作成できるサービス。実物商品の在庫管理や発送については、販売者が自身で行う以外に、有料の代行サービス(倉庫サービス)も利用できる。バーチャルSNSツールを利用した即売会にも対応しており、法人が利用する場合もある。データ販売に関しては合計100GBまでの容量共有制。
購入時は、無料の商品も含め、購入者が本来の価格に任意で上乗せして支払うこともできる（ブースト機能）。

### pixivFACTORY
ユーザーが自分のイラスト等からオリジナルのグッズや同人誌を作成できるサービス。注文が入ることで工場など製作企業へ直接受注の形で制作される。作ったグッズをBOOTHで販売することもできる。作成できるグッズは、アクリルキーホルダー、缶バッジ、スマートフォンケース、バッグ、マグカップ、Tシャツ、抱き枕カバー、タペストリーなどがある。
VroidStudioを経由してフィギュア製作を発注することも可能。

### pixivFANBOX
2016年12月1日に開始した、特定の利用者への月額の会員制（任意）をベースとしたスポンサー（ないしパトロン）形式のファンクラブ型サービス（クリエイター支援プラットフォーム）。
BOOTHなどの販売形式と異なり、pixivFANBOX内に記事やイラストを掲載でき、閲覧可能設定に当たる支援段階（例えば月額0円、100円、500円など）を設定することができる。類似サービスとしてはpatreonやfantiaなどがある。

### pixiv Sketch
ドローイングサービス。ブラウザとスマートフォン（タブレット）用アプリを用意し、操作媒体にとらわれないのが特徴。
同サービス内で独立したフォローシステムにより、Pixiv本体とは別のグループを形成できる。また、Twitterとの連携も可能。

#### pixiv Sketch Live
PixivSketchに付随する、ドローイングに特化したストリーミングサービス。R-15、R-18に相当する内容のライブ配信も可能となっている。ストリーミングサービスであるため、使用者の作業環境をそのまま配信できる。スマートフォン・タブレットのブラウザ、またはPixivアプリ内での視聴は可能だが、配信を行う場合はPCブラウザを経由しなければならない。また、pixiv Sketchがブラウザを媒体にしたサービスであるため、ChromeやFirefoxといった動作環境に対応したブラウザ以外での視聴、ツールを使用した配信は保証されていない。
また、Pixivユーザー同士で1画面でのリアルタイムドローイングを行うことができる。読み上げ機能を備えたチャットも設置されている他、いいねを送ることもできる。マイクによる音声出力の代わりに、マイクから認識した自動字幕を流すことも可能。
ただし、他のストリーミングサービスである様なゲーム実況などのイラスト作業以外のライブ配信（作業環境非公開（いわゆる裏作業）も同様）や、BGMを流すことは規約上禁止されている（設定上はマイク出力となっているため、設定を調整しなければそのまま他サイトではBGM付きで流す同時配信も可能）。
配信そのもののアーカイブ化は行われない。ただし、配信中の制作過程を疑似的に録画する「タイムラプス」が後に実装され、GIF画像形式でメイキング動画を作成可能。これはPixivSketchやTwitterに投稿できる。公式としては、ライブドローイングイベント「pixiv ONE」で不定期にユーザーの配信を番組形式で公開することもある（アーカイブはYouTubeで公開）。
2018年7月12日には、スタンプの様な形式で絵文字を送れるエール機能と、エールを含めた配信の評価に応じて報奨金が支払われる「リワード」（いわゆる投げ銭）が実装された。なお、これらは新形式のPixivポイントを利用する形となる。
2025年6月には、同年8月でライブ配信機能の提供終了が告知されている。pixiv sketch本体のサービスは継続する。

### pixivコミック
電子コミックを無料で読んだり新刊情報をチェックできるコミック総合Webサイト「pixivコミック」が2012年（平成24年）6月6日に開始された。ユーザーが雑誌や作品に「フォロー」をしたり、編集部に感想を送る機能も付いている。また、フォローをした作品はマイページに情報がまとめられ、新着情報の通知が受けられるようになる。収益はウェブ上でのプロモーションを提供する代わりに、単行本売上げをレベニューシェアすることで得ている。

#### 公式マンガ
| - pixiv - MANGA pixiv - フロンティアワークス×pixiv - Hugピクシブ - リブレ×pixiv - くろふねピクシブ - 一迅社×pixiv - comic POOL - KADOKAWA×pixiv - ピクシブエッセイ - ビーズログCHEEK - ジーンピクシブ - マッグガーデン×pixiv - MAGxiv（マグシブ） - 幻冬舎コミックス×pixiv - LOVE xxx BOYS pixiv（ラブキスボーイズピクシブ） - スクウェア・エニックス×pixiv - ガンガンpixiv - リブレ - クロフネ - ビーボーイP! - ゆるよん - KADOKAWA - pixivシルフ - ピクシブエース - コミックNewtype@ピクシブ - daioh@Pi - だいおうじピクシブ - ねこシブ - @vitamin - 月刊コミックフラッパー - 月刊コミックアライブ - 電撃マオウ - コミックビーム@pixiv - ASUKA - 月刊コミックジーン - COMIC it - B's-LOG COMIC - COMICフルール - B's-LOVEY recottia - コミックエッセイ劇場 - キトラ - デンプレコミック - コンプティーク＆コンプエース - 電撃萌王 - Flos Comic - 講談社 - 少年マガジンエッジ - 月刊少年マガジン - マガジン@pixiv - アフタヌーン - なかよし - ARIA - ITAN - コミックボンボン | - 竹書房 - まんがライフ女子部 - まんがライフWIN - ノース・スターズ・ピクチャーズ - ゼノンピクシブ - ヒーローズ - pixivヒーローズ - ハーパーコリンズ・ジャパン - ハーパーpixiv - 飛鳥新社 - コミックアスカ＠pixiv - スクウェア・エニックス - 月刊少年ガンガン - 月刊ガンガンJOKER - ガンガンONLINE@pixiv - 月刊Gファンタジー - 集英社 - ウルトラジャンプpixiv - となりのヤングジャンプ - ふんわりジャンプ - 芳文社 - まんがタイム彩pixiv - 週刊漫画TIMES - HAKOBUNE - マイクロマガジン社 - コミックライドピクシブ - コミックELMO - 小学館 - ゲッサン - 月刊!スピリッツ - ヒバナ - やわらかスピリッツ - スペリオール - 裏サンデー女子部 - Cheese!＠pixiv - 日本文芸社 - ゴラクpixiv - 一迅社 - ゼロサム - ゆりひめ＠ピクシブ - 徳間書店 - 月刊COMICリュウ - 新潮社 - 月刊コミック@バンチ - GOGOバンチ - くらげバンチ - 実業之日本社 - COMICリュエル - リイド社 - トーチweb - Jパブリッシング - COMICジンガイ - 主婦の友社 - コミカワ - Cygames - サイコミ - フレックスコミックス - COMICメテオ - COMICポラリス | - アース・スター エンターテイメント - pixiv版 週刊コミック アース・スター - ワニブックス - コミックガム - ソニー・デジタルエンタテインメント・サービス - comicエスタス - イースト・プレス - マトグロッソ - 興陽館 - まんがのほし - ホーム社 - comip! - .Bloom - 幻冬舎コミックス - ルチル - リンクス - TOブックス - TOコミックス - ふゅーじょんぷろだくと - COMIC Be - メディアソフト - Charles Mag - コミックリベロ - アイプロダクション - 69ロッキュー - 黒ひめコミック - 双葉社 - 月刊アクション - 少年画報社 - WEBヤングコミック - 笠倉出版社 - 絶対恋愛Sweet - 祥伝社 - FEEL YOUNG - FEEL FREE - on BLUE - ぶんか社 - 無敵恋愛S*girl - 禁断Lovers - 海王社 - GUSH - 大洋図書 - H&C Comics - 東京漫画社 - MARBLE COMICS - ブライト出版 - B.Pilz - 心交社 - ショコラコミックス - 辰巳出版 - たつみコミックライフ＊たつコミ |

### pixivノベル
小説（主にライトノベル・ボーイズラブ(BL)小説・ティーンズラブ(TL)小説）の無料試し読みや連載小説を閲覧出来る小説総合サイト「pixivノベル」が2015年（平成27年）12月16日に開始された。pixivコミックと同様に「フォロー」ができる。

#### 公式ノベル
| - pixiv×KADOKAWA - pixiv mint! - リブレ - ビーボーイノベルズ - 乙蜜ミルキィ文庫 - KADOKAWA - ビーズログ文庫＆ビーズログ文庫アリス - 角川スニーカー文庫 - 角川ビーンズ文庫 - 幻冬舎コミックス - ルチル文庫 - リンクスロマンス - 二見書房 - シャレード文庫 - ハニー文庫 - メディアソフト＆三交社 - SKYHIGH文庫 - コスミック出版 - セシル文庫 - コスミック文庫α - 心交社 - ショコラ文庫 - オークラ出版 - プリズム文庫 | - サンライズ - 矢立文庫 - 笠倉出版社 - CROSS NOVELS - PHP研究所 - PHP-COMIX - 主婦の友社 - ヒーロー文庫 - 小学館 - ガガガ文庫 - イースト・プレス - ソーニャ文庫 - ホビージャパン - HJ文庫 - HJノベルス - 集英社 - ダッシュエックス文庫 |

### ピクシブ百科事典

ピクシブ百科事典 ロゴ

2009年（平成21年）11月10日に開始された「pixpedia（ピクペディア）」は、投稿作品につけられたタグや企画の解説をするインターネット百科事典サービスで、名前は「pixiv」+「encyclopedia（百科事典）」から来ている。タグの意味やユーザー発企画の多様化に伴い設立された。設立から2010年（平成22年）7月7日まで、β版として運用されていたが、同年7月8日にリニューアルを行い、「ピクシブ百科事典」に改称した。β版では、トップページには新規作成記事のみが表示されていたが、リニューアル後は新しく作成された記事に加え、更新された記事や注目の記事、新しく作成されたアイコン、人気記事ランキングも表示されるようになった。2011年5月には英語版も作成された。
「同人・漫画・イラスト・二次創作に関する百科事典」を称しているが、「あるゆる言葉・現象・文化・作品を解説する〔ママ〕」とも謳っており、実際にサブカルチャーと直接関係ない項目、pixivにタグのない記事も多く立てられている。先発のニコニコ大百科の類似サービスであり、「出典の明記をしなくても良い」、「独自研究に基づいた記事を作って良い」、「中立的な観点を（それほど）守らなくても良い」などの特徴もニコニコ大百科と同様であるが、「真否についての事実確認が困難な内容や虚偽の内容」の投稿が明確に禁止されている点が異なる。ニコニコ大百科と異なり、プレミアム会員でなくてもpixivユーザーであれば自由に編集できる。
記事の保護機能が無く、運営の対応も遅いため、悪質な編集者による荒らしや誹謗中傷、編集合戦といった問題がニコニコ大百科と比べても頻発する傾向にある。また独自研究が禁止されていないため無秩序な加筆が行われる傾向が強く、公式発表前のリーク情報を一次ソースとして記事を編集する者もいる。上記の通り虚偽の内容の記載は禁止されているのだが、これをきちんと認識せず、アンサイクロペディアのような虚偽を交えたジョークを記す編集者も少なからずいる。
システム面でも編集競合を処理できない、記事名において半角英数の大文字と小文字を区別できない（大文字と小文字を間違えて記事を立てても修正は不可能）、タイトルにスペースの入った記事（タグとして機能しない）を立てることができてしまうなどの不備が多いが、長らく手当てされないまま放置されている。誤字など誤ったタイトルの記事を立てた場合、運営しか削除することができないが、運営に問い合わせてもまず対応はしてくれない。このため（荒らしにより内容を消されたものや、仮作成されたまま放置されたものも含め）機能していない記事の残骸が非常に多い。

### Petalica Paint
AIの一種であるディープラーニングのフレームワーク「Chainer」を用いた、線画自動着色機能サービス。当初はPaintsChainerという名称だったが、公開3周年を期に現在の名称に変更した。

### VRoid Studio
バーチャルリアリティ（VR）コンテンツ向けの3Dアバターを制作できるキャラクタージェネレーターツール。フォーマットはVRM。
関連サービスに、共有公開プラットフォーム「VRoid Hub」、同サイトへのデータのアップロードや同サイトからの読み込みが可能な開発者向けライブラリー「VRoid SDK」がある。SDKはWeb、Unity、Unreal Engineのフォーマットに対応している。またカメラアプリ「VRoid モバイル」が提供されている。
さらに、関連プロジェクトとして「VRoid WEAR」が進行中。
テレビ番組『超人女子戦士 ガリベンガーV』は本ツールと連携して制作されている。「VRoid WEAR」の一環として行われた企画もある。

### 過去

#### drawr
drawr（ドロワー）は、ブラウザ上で動作するお絵描き掲示板のようなFlash製の描画ツールで落書きしてコミュニケートするWebアプリケーションである。2008年（平成20年）10月1日に提供開始。
ツールは誰にでも扱えるが、線を引くだけの極めて単純なもので、あまり凝ったことはできない。CGの経験のない人でも楽しめることを念頭に作られている。他の人の描画過程をアニメーション再生して、描き方を学ぶこともできる。
投稿のシステムはpixivと似ているが、閲覧数・評価・文字によるコメント・キャプションなどはなく、タグやユーザー検索も存在しないシンプルな作りである。投稿された絵に対して、再度絵を描いてコメントしたり、他の人の絵に上書きして再投稿（リポスト）したりして落書きに落書きで応答でき、トップページの表示の通り「暇つぶし」に気軽に描いて遊ぶ息抜きの場所となっている。通常の投稿の枠組とは別に、ログインすれば匿名でも絵を投稿可能なスレッドフロート方式の「スレッド」コーナーを備えている。
drawrへの投稿やお気に入りなどの利用にはpixivと同一のアカウントを使用するが、純粋に閲覧するだけなら登録やログインの必要はない。2019年12月2日にサービス終了。

#### pixivブログ
pixivブログ は livedoor blog ベースのブログサービスであり、pixivアカウントで使えるのが特徴となっていた。
2009年4月23日より提供されていたが、2011年11月10日にサービス終了の告知が行われ、2012年2月29日にサービスを終了した。

#### Pawoo(パウー)
Mastodonのインスタンスの一つでかつてピクシブが運営していた。文章やイラストを自由に投稿できる。アカウント登録の際、Pixivのアカウントと連携して紐づけることができる。
また、派生インスタンスとして、音楽投稿に特化したPawoo Musicも開設されていたが2019年8月31日に終了している。
いずれもマストドンのオープンソースの方針により、独自の改良が施されている。
ピクシブは2019年12月にPawooをクロスゲートへ譲渡、運営もラッセルに移行した。

#### pixiv PAY
モバイル送金・決済サービス。レジ機能を備えたアプリを用いた即売会向けサービスであったが、2020年12月1日にサービス終了。

#### ピクシブ文芸
pixivと幻冬舎が共同で立ち上げた、一次創作の文芸作品に特化したサイト。小説投稿時に「ピクシブ文芸に投稿する」にチェックを入れると自動的に投稿された。小説家講座や、「ピクシブ文芸大賞」と呼ばれるコンテストも実施されていた。2021年3月31日にサービス終了、小説投稿機能に統合。

## 沿革
- 2007年（平成19年）
  - 9月22日 初のユーザー企画「ピクシブたん」開始
  - 10月1日 会員1万人到達。クルーク社による運営体制に移行
  - 10月15日 ハロウィン絵の大量投稿を受け初の公式企画「pixiv HALLOWEEN」開始
  - 11月上旬 このころ「描いてもいいのよ」発生
  - 11月3日 不正アクセスにより、一部のイラストが削除される被害発生[67]
  - 12月18日 リニューアル実施。ブックマークが中核的機能に
- 2008年（平成20年）
  - 1月 「P:D」（8日）、「ゴールデンロア」（9日）、「pixivファンタジア」（28日）、「ぴくがく」（30日）が相次いで大流行し、交流文化の礎が完成
  - 2月3日 Twitterでの運営情報提供、要望対応を開始[68]
  - 4月 「雑誌表紙ジェネレーター」など、イラストをジェネレータで加工し、投稿する遊びが流行[69]
  - 7月 初の賞品付き企業タイアップ企画「pixiv七夕祭り」実施[35]
  - 9月10日 ユーザー企画「ピクシブたん」を公式企画化し、pixiv1周年イベントとする。応募作に書かれた言葉「お絵かきは楽しす」[注 41]は、以後のpixivのキャッチフレーズに。
  - 9月15日 イメージレスポンス機能導入。「イメージレスポンス用素材」などのテンプレ遊びが発生
  - 10月1日 初の周辺サービス「drawr」リリース
  - 10月24日 タグ編集が記名化され、匿名領域はほぼ一掃される
- 11月1日 運営会社が「ピクシブ株式会社」に改名し、専業体制に
  - 12月1日 - 12日 負荷激増のため、一時的に招待制を導入[70]
  - 12月30日 会員50万人に到達。この頃の月間PV5億、1日の投稿1万枚
- 2009年（平成21年）
  - 2月27日 - 3月1日 初の公式オフイベント「pixivフェスタ」を実施。同じ頃、投稿作品を集めた公式アートブックとDVD刊行[38]
  - 3月20日 - 5月10日 ユーザー企画「pixivファンタジアIII」、50日間で23000枚が投稿される空前の規模となる
  - 4月1日 プレミアム会員とポイントサービス開始。全イベント対応のイベントコミュニティ機能公開
  - 4月20日 広報WEBマガジン「ピクシブ通信」開始
  - 4月23日 ライブドアと提携し、「pixivブログ」開始（2012年2月29日まで）
  - 6月26日 会員100万人に到達[71]
  - 7月16日 メンテナンス中のお遊びだったTwitterマッシュアップサービス「drawtwit」、好評のため正式サービスに
  - 9月18日 漫画投稿機能が実装され、イラスト特化SNSから正式に路線を転換[13]
  - 12月15日 お絵かきチャットサービス［pixivチャット］を開始
- 2010年（平成22年）
  - 1月5日 会員150万人に到達。この頃の月間PV10億
  - 5月22日 会員200万人に到達。この頃の月間PV15億[72]
  - 7月20日 初の大規模リニューアル。データセンターを借り、さらなる規模拡大へ
- 2011年（平成23年）
  - 3月29日 会員300万人に到達。この頃の月間PV23億[73]
- 2012年（平成24年）
  - 1月28日 会員400万人に到達。この頃の月間PV28億[74]
  - 9月6日  会員500万人に到達。この頃の月間PV33億[75]
- 2013年（平成25年）
  - 1月30日会員600万人に到達[76]。
  - 5月24日会員700万人に到達[77]。
  - 8月14日会員800万人に到達[78]。
  - 11月20日会員900万人突破。突破に伴い、一部機能を無料会員に開放[79]。
- 2014年（平成26年）
  - 2月22日会員1000万人達成。（サービス開始から2357日間）1000万人達成記念に有料会員の機能（人気順）を3月2日まで、無料会員に開放した。

この時点で、月間ページビューは約37億、総投稿数は約4160万作品。
- - 5月24日 1100万人を達成。サービス開始日から2448日目[82]。
  - 8月14日 1200万人を達成。サービス開始日から2530日目。
  - 8月26日 Pixivが京都精華大学、神戸電子専門学校と提携[83]。

この頃の月間ページビュー38億、累計4600万枚のイラスト。
- - 11月30日 「BOOTH」と「APPLLO」で個人情報が漏洩。29日午後5時9分から午後6時12分の間に一部のユーザーとログイン中に他のユーザーのアカウントに切り替わる問題が発生した。住所、氏名、メールアドレス、クレジットカードの下4桁や有効期限、購入履歴、銀行口座情報など流出した可能性があるとして、Pixivは、障害が発生した期間の決済をキャンセルし、返金を行った[85]。
  - 12月6日 1300万人を達成。サービス開始日から2644日目[86]。

- 2015年（平成27年）
  - 3月16日NTTドコモがPixivで「ドコモメール」の公式キャラクター募集コンテストが行われる[87]。
  - 3月27日1400万人を達成。サービス開始日から2755日目[88]。
  - 7月6日1500万人を達成。サービス開始日から2857日目[89]。
  - 10月15日1600万人を達成。サービス開始日から2984日目[90]。

- 2016年（平成28年）
  - 1月28日1700万人を達成。サービス開始日から3088日目[91]。
  - 4月1800万人を達成。この頃の月間PVは29億PV。株式会社ROBOTと共同企画プロジェクト「オニズシ」が開始される[92]。

## コラボレーション

### 村上隆・カイカイキキとの企画
2010年（平成22年）7月30日–8月24日に、現代美術家・村上隆が代表を務める、有限会社カイカイキキとpixivの共同で「pixiv展覧会 in Taipei Produced by Kaikai Kiki Gallery Taipei」が台湾で開催された。
2011年（平成23年）7月14日には、カイカイキキとpixivの共同事業により、ギャラリー「pixiv Zingaro」が中野ブロードウェイにオープンした。pixivユーザーのオフライン上での出会いの場を提供することや、ジャンルに囚われない展示内容を目指している。アーティストもpixivユーザーに限定せず、若手作家や、特定のアニメ、ゲーム作品の企画展なども行われている。

## 関連書籍・DVD

### 公式
- pixiv girls collection 〜ピクシブガールズコレクション コアマガジン、2009年2月28日。ISBN 978-4-86252-531-4
- pixiv girls collection 2010〜ピクシブガールズコレクション2010 コアマガジン、2010年2月27日。ISBN 978-4-8625-2737-0
- pixiv girls collection 2011〜ピクシブガールズコレクション2011 コアマガジン、2011年3月31日。ISBN 978-4-8625-2999-2
- pixiv年鑑2009 オフィシャルブック エンターブレイン、2009年8月24日。ISBN 978-4-75775-071-5
- pixiv年鑑2010 オフィシャルブック エンターブレイン、2010年8月20日。ISBN 978-4-04726-746-6
- pixiv年鑑2011 オフィシャルブック エンターブレイン、2011年9月30日。ISBN 978-4-04727-609-3
- pixivFANTASIAIII 公式イベントビジュアルブック エンターブレイン、2009年11月12日。ISBN 978-4-04726-154-9
- Quarterly pixiv vol.1 エンターブレイン、2010年5月28日。ISBN 978-4-04726-462-5
- Quarterly pixiv vol.2 エンターブレイン、2010年8月27日。ISBN 978-4-04726-787-9
- Quarterly pixiv vol.3 エンターブレイン、2010年12月10日。ISBN 978-4-04726-921-7
- Quarterly pixiv vol.4 エンターブレイン、2011年3月28日。ISBN 978-4-04727-183-8
- Quarterly pixiv vol.5 エンターブレイン、2011年7月11日。ISBN 978-4-04727-429-7
- Quarterly pixiv vol.6 エンターブレイン、2011年9月28日。ISBN 978-4-04727-613-0
- （DVD）EXIT TUNES PRESENTS pixivの殿堂 EXIT TUNES、2009年3月4日。ASIN B001MJASPU

### 非公式
- pixivで学ぶイラストテクニック集 晋遊舎、2008年12月10日。ISBN 978-4-88380-869-4
- pixivイラスト完全ガイドフリーソフト徹底活用! アスペクト、2009年3月26日。ISBN 978-4-7572-1646-4

イベント出展
- コミックマーケット75
  - ピクシブたんイラスト集
  - PixivFANTASIAII MEMORIAL BOOK
- コミックマーケット76
  - 東方朧画録
  - pixiv cv illustrations 3冊セット特別収納BOX付
    - first number 〜pixiv 初音ミク illustrations〜
    - twins in the mirror 〜pixiv 鏡音リン/レン illustrations〜
    - time go round 〜pixiv 巡音ルカ illustrations〜

  - pixiv girls collection "future to future"
  - pixiv boys collection
- コミックマーケット77
  - ピクシブたんイラスト集vol.2
  - BLACK★ROCK SHOOTER〜Flow My Tears, the Girl Said
  - 東方星蓮船画集
  - 2010年週めくり卓上カレンダー 東方幻彩暦
- 第七回博麗神社例大祭
  - 画集「春宴繚乱帖」
  - 掛け軸風ポスター「春宴繚乱絵巻」
- コミックマーケット78
  - pixiv girls collection 〜ENDLESS SUMMER〜
  - pixiv×Key ILLUST COLLECTION
  - 東方冥画録 pixiv東方画集vol.4